# Joan Blondell
Joan Blondell (Nova York, 30 d'agost de 1906 − Santa Monica, Califòrnia, 25 de desembre de 1979) va ser una actriu estatunidenca.
Va estar nominada als Oscars. Considerada una de rossa sexi i ocurrent, va ser una actriu fonamental de la Warner Bros en l'època anterior al Codi Hays, i va intervenir en més de 100 pel·lícules per al cinema i la televisió.

## Biografia[1][2]
S'estrena en el cinema el 1930 i es dona a conèixer en aquell temps del (sobretot a  Night Nurse (1931) on ensenya els seus talents d'humor i de seducció). Llavors, es va convertir en una reina de les comèdies musicals de la Warner Bros..
Va néixer en una família dedicada al vodevil a Nova York. El seu pare, conegut com a Eddie Joan Blondell, Jr. (nascut Blustein), va ser un còmic de vodevil i un dels originals Katzenjammer Kids. La seva germana menor, Glòria, també actriu i amb una gran semblança física amb ella, es va casar amb el productor cinematogràfic Albert R. Broccoli. També va tenir un germà, del mateix nom que el seu pare i el seu avi.
Joan havia ja viatjat molt quan la seva família es va assentar a Dallas, Texas, sent encara adolescent. Amb el nom de Rosebud Blondell va guanyar el certamen de Miss Dallas  i va arribar a la quarta plaça en el de Miss Amèrica el setembre d'aquell mateix any a Atlantic City (Nova Jersey). Va estudiar en la Universitat del Nord de Texas, i després en un centre de Denton (Texas), on la seva mare era una actriu teatral local. Joan va fer alguns treballs com a model i va ser descoberta per un agent de Hollywood el 1930 mentre treballava a Broadway després de tornar a Nova York per intentar ser actriu.
Li van demanar de canviar el seu nom per Inez "Alguna cosa", però més tard es va descartar el "Rosebud" pel qual havia estat coneguda en la seva infantesa i es va consolidar el nom de "Joan Blondell", que portaria al llarg d'una carrera de 49 anys. Amb el nouvingut James Cagney va aparèixer a l'obra de Broadway Penny Arcade, i va ser una de les WAMPAS Baby Stars el 1931.

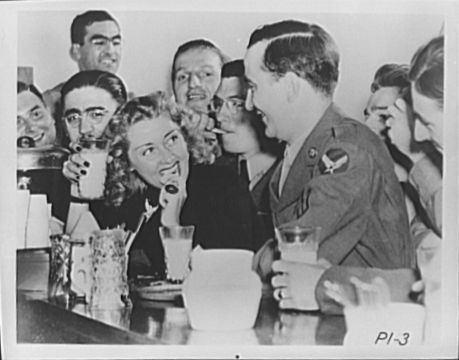
Blondell menjant amb soldats nord-americans durant la seva època amb la United Service Organizations.

 Amb contracte amb els estudis Warner Bros va debutar en el cinema el 1930, traslladant-se per això a Hollywood. Durant els anys trenta encarnaria a la caçafortunes de l'era de la Gran Depressió, i amb els seus grans ulls blaus, cabell ros i caràcter ocurrent, es va convertir en una de les favorites del públic. Va aparèixer a més pel·lícules de la Warner que qualsevol altra actriu, per la qual cosa ella mateixa es deia la bèstia de càrrega de la Warner. La popularitat de les seves pel·lícules va ser de gran rendibilitat per a l'estudi.
Blondell va ser aparellada amb James Cagney en pel·lícules com The Public Enemy (1931), i va ser, al costat de Glenda Farrell, una de les dues caçafortunes protagonistes de nou pel·lícules. Durant la Gran Depressió, Blondell va ser una de les persones millor pagades dels Estats Units. La seva commovedora interpretació de "Remember My Forgotten Man" a la pel·lícula de Busby Berkeley Gold Diggers of 1933 (1933), la qual coprotagonitzava al costat de Dick Powell i Ginger Rogers, es va convertir en l'himne per les frustracions degudes a l'atur i a les fallides mesures econòmiques del President Herbert Hoover. El 1937, va protagonitzar al costat d'Errol Flynn The Perfect Specimen, basada en una obra del llavors famós dramaturg Lawrence Riley.
Al final de la dècada havia fet gairebé 50 pel·lícules, malgrat haver deixat la Warner el 1939. Va continuar treballant regularment durant la resta de la seva vida, sent ben acollida en les seves últimes pel·lícules. Va ser nominada a l'Oscar a la millor actriu secundària pel seu paper a The Blue Veil (1951). També va aparèixer a A Tree Grows in Brooklyn (1945), Desk Set (1957) i Will Success Spoil Rock Hunter? (1957). Poc abans de la seva mort va treballar en dues pel·lícules de gran èxit, Grease (1978) i The Champ (1979) al costat de Jon Voight i Rick Schroder. A més John Cassavetes la va elegir per al paper d'una vella i cínica actriu de teatre a la seva pel·lícula Opening Night (1977). També va participar en la sèrie de l'ABC TV Here Come the Brides, sobre la vida al Nord-oest del Pacífic al segle xix.
Blondell té una estrella en el Passeig de la Fama de Hollywood per la seva contribució al cinema, en el 6309 de Hollywood Boulevard.

## Vida privada
Blondell es va casar per primera vegada el 1932 amb el director de fotografia George Barnes (1892 - 1953). Van tenir un fill, Norman S. Powell (que va arribar a ser un expert productor, director, i executiu televisiu), i es van divorciar el 1936. El seu segon marit, amb qui es va casar el 19 de setembre de 1936, va ser l'actor, director i cantant Dick Powell; van tenir una filla, Ellen Powell, que va ser perruquera d'un estudi. Blondell i Powell es van divorciar el 14 de juliol de 1944. Es va casar amb el seu tercer marit, el productor Mike Todd, el 1947, divorciant-se el 1950. El seu matrimoni amb Todd va ser un desastre emocional i financer.
Va morir de leucèmia a Santa Monica (California), als 73 anys. Va ser enterrada al cementiri Forest Lawn Memorial Park a Glendale, Califòrnia.
Va escriure una novel·la titulada Center Door Fancy (publicada el 1972), basada en dades de la seva vida.

## Filmografia
- 1930: Broadway's Like That
- 1930: The Heart Breaker
- 1930: The Devil's Parade

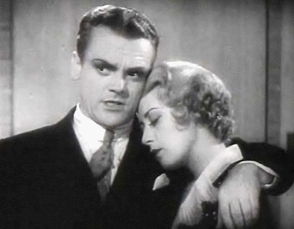
James Cagney i Joan Blondell a Footlight Parade (1933)

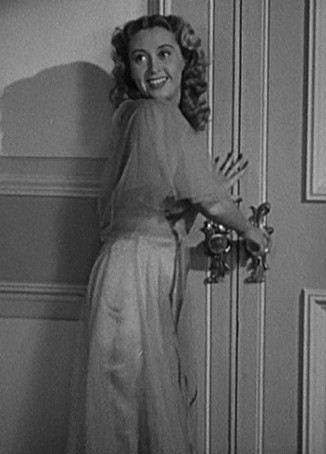
Topper Returns (1941)

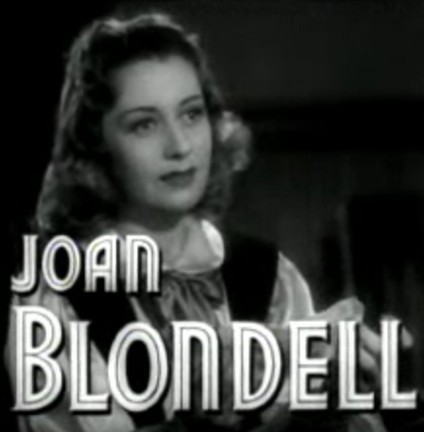
Cry Havoc (1943)

- 1930: The Office Wife: Katherine Murdock
- 1930: Sinners' Holiday: Myrtle
- 1931: How I Play Golf, by Bobby Jones No. 10: 'Trouble Shots': Membre de la galeria
- 1931: Other Men's Women: Marie
- 1931: Millie: Angie Wickerstaff
- 1931: Illicit: Helen 'Duckie' Childers
- 1931: God's Gift to Women: Fifi
- 1931: The Public Enemy: Mamie
- 1931: My Past: Marion Moore
- 1931: Big Business Girl: Pearl
- 1931: Night Nurse: B. Maloney
- 1931: The Reckless Hour: Myrtle Nichols
- 1931: Blonde Crazy: Anne Roberts
- 1932: Union Depot: Ruth Collins
- 1932: The Greeks Had a Word for Them: Schatzi
- 1932: The Crowd Roars: Anne Scott
- 1932: The Famous Ferguson Case: Maizie Dickson
- 1932: Make Me a Star: 'Flips' Montague
- 1932: Miss Pinkerton: Infermera Adams, també Miss Pinkerton
- 1932: Big City Blues: Vida Fleet
- 1932: Three on a Match: Mary Keaton, també Mary Bernard
- 1932: Central Park: Dot
- 1933: Just Around the Corner: Mrs. Graham (curt)
- 1933: Lawyer Man: Olga Michaels
- 1933: Broadway Bad: Tony Landers
- 1933: Blondie Johnson: Blondie Johnson
- 1933: Gold Diggers of 1933: Carol King
- 1933: Goodbye Again: Anne Rogers
- 1933: Footlight Parade: Nan Prescott
- 1933: Havana Widows: Mae Knight
- 1933: Convention City: Nancy Lorraine
- 1934: I've Got Your Number: Marie Lawson
- 1934: He Was Her Man: Rose Lawrence
- 1934: Smarty: Vicki Wallace Thorpe
- 1934: Dames: Mabel Anderson
- 1934: Kansas City Princess: Rosie Sturges
- 1935: Traveling Saleslady: Angela Twitchell
- 1935: Broadway Gondolier: Alice Hughes
- 1935: We're in the Money: Ginger Stewart
- 1935: Miss Pacific Fleet: Gloria Fay
- 1936: Colleen: Minnie Hawkins
- 1936: Sons o' Guns: Yvonne
- 1936: Bullets or Ballots: Lee Morgan
- 1936: Stage Struck: Peggy Revere
- 1936: Three Men on a Horse: Mabel
- 1936: Gold Diggers of 1937): Norma Perry
- 1937: The King and the Chorus Girl: Miss Dorothy Ellis
- 1937: Back in Circulation: Timothea 'Timmy' Blake
- 1937: The Perfect Specimen: Mona Carter
- 1937: Sempre Eva (Stand-In): Lester Plum
- 1938: There's Always a Woman: Sally Reardon
- 1939: Off the Record: Jane Morgan
- 1939: East Side of Heaven: Mary Wilson
- 1939: The Kid from Kokomo: Doris Harvey
- 1939: Good Girls Go to Paris: Jenny Swanson
- 1939: The Amazing Mr. Williams: Maxine Carroll
- 1940: Two Girls on Broadway: Molly Mahoney
- 1940: I Want a Divorce: Geraldine 'Jerru' Brokaw
- 1941: Topper Returns: Gail Richards
- 1941: Model Wife: Joan Keating Chambers
- 1941: Three Girls About Town: Hope Banner
- 1942: Lady for a Night: Jenny 'Jen' Blake Alderson
- 1943: Cry Havoc, de Richard Thorpe: Grace Lambert
- 1945: A Tree Grows in Brooklyn d'Elia Kazan: Sissy Edwards
- 1945: Don Juan Quilligan: Marjorie Mossrock
- 1945: Adventure: Helen Melohn
- 1947: The Corpse Came C.O.D.: Rosemary Durant
- 1947: Nightmare Alley: Zeena Krumbein
- 1947: Christmas Eve: Ann Nelson
- 1950: For Heaven's Sake, de George Seaton: Daphne Peters
- 1951: The Blue Veil, de Curtis Bernhardt: Annie Rawlins
- 1956: The Opposite Sex: Edith Potter
- 1957: Lizzie : Tia Morgan
- 1957: The Desk set: Peg Costello
- 1957: This Could Be the Night: Crystal St. Clair
- 1957: Will Success Spoil Rock Hunter?: Violet
- 1961: Angel Baby: Mollie Hays
- 1957: The Real McCoys (sèrie TV): Winifred Jordan (1963)
- 1964: Advance to the Rear: Easy Jenny
- 1965: El rei del joc (The Cincinnati Kid): Lady Fingers
- 1966: Ride Beyond Vengeance: Mrs. Lavender
- 1966: Baby Makes Three (TV): Joan Terry
- 1967: Winchester 73 (TV): Larouge
- 1967: L'oest boig (Waterhole No. 3): Lavinia
- 1968: Stay Away, Joe: Glenda Callahan
- 1968: Kona Coast: Kittibelle Lightfoot
- 1969: Big Daddy
- 1970: The Phynx: Ruby
- 1971: També un pistoler necessita ajuda (Support Your Local Gunfighter): Jenny
- 1972: Banyon (sèrie TV): Peggy Revere (1972-1973)
- 1974: Bobby Parker and Company (TV): La seva mare
- 1975: The Dead Don't Die (TV): Levenia
- 1975: Winner Take All (TV): Beverly Craig
- 1976: Won Ton Ton, the Dog Who Saved Hollywood de Michael Winner: Landlady
- 1976: Death at Love House (TV): Marcella Geffenhart
- 1977: The Baron
- 1977: Nit d'estrena (Opening Night): Sarah Goode
- 1978: Grease: Vi
- 1978: Battered (TV): Edna Thompson
- 1979: El campió (The Champ): Dolly Kenyon
- 1979: The Rebels (TV): Mrs. Brumple
- 1979: The Glove: Mrs. Fitzgerald
- 1981: The Woman Inside: Aunt Coll

## Premis i nominacions[3]

### Nominacions
- 1952: Oscar a la millor actriu secundària per The Blue Veil
- 1966: Globus d'Or a la millor actriu secundària per El rei del joc
- 1969: Primetime Emmy a la millor actriu en sèrie dramàtica per Here Come the Brides
- 1970: Primetime Emmy a la millor actriu en sèrie dramàtica per Here Come the Brides
- 1978: Globus d'Or a la millor actriu secundària per Nit d'estrena